# Élimination progressive des véhicules à combustion

Objectifs de dates d'élimination des véhicules à combustion par pays:
Années 2020
Années 2030
Années 2040
Années 2050.

Pour un article plus général, voir Sortie des combustibles fossiles.
L'élimination progressive des véhicules à combustion est un objectif politique adopté par un nombre croissant de pays et de collectivités locales depuis 2016. Dans la plupart des cas, il s'agit au niveau national d'interdictions des ventes de voitures neuves et, au niveau local, d'interdictions de circulation des véhicules à essence ou diesel. L'horizon de ces mesures s'échelonne en général entre 2025 et 2040. Les motivations principales sont la lutte contre le changement climatique et contre la pollution de l'air, ou encore la recherche de l'indépendance énergétique, qui s'inscrivent dans un objectif de sortie des combustibles fossiles.

## Historique

### États-Unis
Il n'existe pas à l'heure actuelle d'harmonisation entre tous les États. Chaque État américain décide de sa propre échéance.

#### État de Californie
En août 2022, l'État de Californie a voté l'interdiction de vente de véhicules thermiques ou hybrides en 2035.

#### État de New York
En septembre 2022, l'État de New York a commencé le processus ayant pour objectif la fin de vente des véhicules thermiques sur son territoire en 2035.

### Israël
Israël a annoncé interdire l'importation de véhicules à essence et Diesel en 2030, puis cesser de recourir au gaz dans son mix énergétique à partir de 2050, mais n'a mis en œuvre aucune législation en ce sens.

### Union européenne
En juin 2022, les 27 États de l'Union européenne ont approuvé l'interdiction de vente des véhicules, essence, Diesel, hybride et hybride rechargeable, en 2035.

## Motivation
Les raisons à l'origine de l'interdiction à la vente de véhicules à carburant fossile impliquent la réalisation d'objectifs nationaux dans le cadre d'accords internationaux de réduction des émissions de CO2 tels que le protocole de Kyoto et l'accord de Paris[réf. nécessaire].

## Portée
L'interdiction des véhicules à combustibles fossiles s'appuie sur une législation visant à restreindre les ventes ou l'immatriculation de nouveaux véhicules propulsés par des carburants déterminés, à partir d'une date et dans un cadre définis. À la date de mise en œuvre, les véhicules existants resteront généralement enregistrables[pas clair]. La plupart de ces interdictions sont projetées dans un avenir éloigné (dix ans ou plus) et sont pour certaines en cours de formalisation légale dans les années 2020.

## Juridictions

### Pays
| Pays        | Interdiction annoncée | Statut et début proposé                                          | Portée               | Sélectivité               | Note                      |
| ----------- | --------------------- | ---------------------------------------------------------------- | -------------------- | ------------------------- | ------------------------- |
| Allemagne   | 2022                  | 2035                                                             | Thermique et hybride | Ventes de voitures neuves | Loi de l'Union Européenne |
| Autriche    | 2022                  | 2035                                                             | Thermique et hybride | Ventes de voitures neuves | Loi de l'Union Européenne |
| Belgique    | 2022                  | 2035                                                             | Thermique et hybride | Ventes de voitures neuves | Loi de l'Union Européenne |
| Bulgarie    | 2022                  | 2035                                                             | Thermique et hybride | Ventes de voitures neuves | Loi de l'Union Européenne |
| Chypre      | 2022                  | 2035                                                             | Thermique et hybride | Ventes de voitures neuves | Loi de l'Union Européenne |
| Croatie     | 2022                  | 2035                                                             | Thermique et hybride | Ventes de voitures neuves | Loi de l'Union Européenne |
| Danemark    | 2022                  | 2035                                                             | Thermique et hybride | Ventes de voitures neuves | Loi de l'Union Européenne |
| Espagne     | 2022                  | 2035                                                             | Thermique et hybride | Ventes de voitures neuves | Loi de l'Union Européenne |
| Estonie     | 2022                  | 2035                                                             | Thermique et hybride | Ventes de voitures neuves | Loi de l'Union Européenne |
| Finlande    | 2022                  | 2035                                                             | Thermique et hybride | Ventes de voitures neuves | Loi de l'Union Européenne |
| France      | 2022                  | 2035                                                             | Thermique et hybride | Ventes de voitures neuves | Loi de l'Union Européenne |
| Grèce       | 2022                  | 2035                                                             | Thermique et hybride | Ventes de voitures neuves | Loi de l'Union Européenne |
| Hongrie     | 2022                  | 2035                                                             | Thermique et hybride | Ventes de voitures neuves | Loi de l'Union Européenne |
| Irlande     | 2022                  | 2035                                                             | Thermique et hybride | Ventes de voitures neuves | Loi de l'Union Européenne |
| Italie      | 2022                  | 2035                                                             | Thermique et hybride | Ventes de voitures neuves | Loi de l'Union Européenne |
| Lettonie    | 2022                  | 2035                                                             | Thermique et hybride | Ventes de voitures neuves | Loi de l'Union Européenne |
| Lituanie    | 2022                  | 2035                                                             | Thermique et hybride | Ventes de voitures neuves | Loi de l'Union Européenne |
| Luxembourg  | 2022                  | 2035                                                             | Thermique et hybride | Ventes de voitures neuves | Loi de l'Union Européenne |
| Malte       | 2022                  | 2035                                                             | Thermique et hybride | Ventes de voitures neuves | Loi de l'Union Européenne |
| Pays-Bas    | 2022                  | 2035                                                             | Thermique et hybride | Ventes de voitures neuves | Loi de l'Union Européenne |
| Pologne     | 2022                  | 2035                                                             | Thermique et hybride | Ventes de voitures neuves | Loi de l'Union Européenne |
| Portugal    | 2022                  | 2035                                                             | Thermique et hybride | Ventes de voitures neuves | Loi de l'Union Européenne |
| Roumanie    | 2022                  | 2035                                                             | Thermique et hybride | Ventes de voitures neuves | Loi de l'Union Européenne |
| Suède       | 2022                  | 2035                                                             | Thermique et hybride | Ventes de voitures neuves | Loi de l'Union Européenne |
| Slovaquie   | 2022                  | 2035                                                             | Thermique et hybride | Ventes de voitures neuves | Loi de l'Union Européenne |
| Slovénie    | 2022                  | 2035                                                             | Thermique et hybride | Ventes de voitures neuves | Loi de l'Union Européenne |
| Tchéquie    | 2022                  | 2035                                                             | Thermique et hybride | Ventes de voitures neuves | Loi de l'Union Européenne |
| Royaume-Uni | 2020                  | 2035 ou 2032 (nouvelles dates proposées )                        | Non électrique       | Ventes de voitures neuves |                           |
| Costa Rica  | 2019                  | 2050                                                             | Essence ou diesel    | Ventes de voitures neuves |                           |
| Islande     | 2018                  | 2030 (plan climat)                                               | Essence ou diesel    | Ventes de voitures neuves |                           |
| Chine       | 2017                  | « recherche d'un calendrier »                                    | Essence ou diesel    | Ventes de voitures neuves |                           |
| Norvège     | 2017                  | 2025 (incitations fiscales et à l'utilisation)                   | Essence ou diesel    | Voitures                  |                           |
| Sri Lanka   | 2017                  | 2040                                                             | Essence ou diesel    | Tous les véhicules        |                           |
| Royaume-Uni | 2017                  | 2040 - Angleterre, Pays de Galles, Irlande du Nord 2032 - Écosse | Essence ou diesel    | Ventes de voitures neuves |                           |

### Villes et territoires
Certaines villes répertoriées ont signé la Déclaration du C40 pour des rues sans énergie fossile, s'engageant à interdire les véhicules émetteurs d'ici 2030 mais cela n'a pas nécessairement force de loi dans ces juridictions.
| Villes ou territoires | Pays             | Interdiction annoncé | Statut et début proposé | Portée               | Sélectivité                                                             |
| --------------------- | ---------------- | -------------------- | ----------------------- | -------------------- | ----------------------------------------------------------------------- |
| Amsterdam             | Pays-Bas         | 2019                 | 2030                    | Essence ou diesel    | Tous les véhicules                                                      |
| Athènes               | Grèce            | 2016                 | 2025                    | Diesel               | Tous les véhicules                                                      |
| Auckland              | Nouvelle-Zélande | 2017                 | 2030                    | Essence ou diesel    | Tous les véhicules, bus électrique d'ici 2025                           |
| Îles Baléares         | Espagne          | 2018                 | 2025−35                 | Essence ou diesel    | Tous les véhicules                                                      |
| Barcelone             | Espagne          | 2017                 | 2030                    | Essence ou diesel    | Tous les véhicules, bus électrique d'ici 2025                           |
| Bristol               | Royaume-Uni      | 2019                 | 2021                    | Diesel               | Tous les véhicules (centre-ville de 07h00 à 15h00)                      |
| Colombie-Britannique  | Canada           | 2018                 | 2025                    | Essence ou diesel    | Tous les véhicules d'ici 2040, 10% ZEVs d'ici 2025                      |
| Bruxelles             | Belgique         | 2018                 | 2030                    | Diesel               | Tous les véhicules                                                      |
| Le Cap                | Afrique du Sud   | 2017                 | 2030                    | Essence ou diesel    | Tous les véhicules, bus électrique d'ici 2025                           |
| Copenhague            | Danemark         | 2017                 | 2030                    | Essence ou diesel    | Tous les véhicules, bus électrique d'ici 2025                           |
| Hainan                | Chine            | 2018                 | 2030                    | Essence ou diesel    | Tous les véhicules                                                      |
| Heidelberg            | Allemagne        | 2017                 | 2030                    | Essence ou diesel    | Tous les véhicules, bus électrique d'ici 2025                           |
| Londres               | Royaume-Uni      | 2017                 | 2030                    | Essence ou diesel    | Tous les véhicules, bus électrique d'ici 2025                           |
| Los Angeles           | États-Unis       | 2017                 | 2030                    | Essence ou diesel    | Tous les véhicules, bus électrique d'ici 2025                           |
| Madrid                | Espagne          | 2016                 | 2025                    | Diesel               | Tous les véhicules                                                      |
| Mexico                | Mexique          | 2016                 | 2025                    | Diesel               | Tous les véhicules                                                      |
| Milan                 | Italie           | 2017                 | 2030                    | Diesel               | Tous les véhicules, bus électrique d'ici 2025                           |
| Oxford                | Royaume-Uni      | 2017                 | 2020−35                 | Essence ou diesel    | Tous les véhicules (initialement durant la jourmée dans 6 rues),        |
| Paris                 | France           | 2016                 | 2025                    | Diesel               | Tous les véhicules                                                      |
| Québec                | Canada           | 2020                 | 2035                    | Essence ou diesel    | Interdiction de la vente de véhicules neufs à essence à partir de 2035, |
| Quito                 | Équateur         | 2017                 | 2030                    | Essence ou diesel    | Tous les véhicules, bus électrique d'ici 2025                           |
| Rome                  | Italie           | 2018                 | 2024                    | Diesel               | Tous les véhicules                                                      |
| Seattle               | États-Unis       | 2017                 | 2030                    | Essence ou diesel    | Tous les véhicules, bus électrique d'ici 2025                           |
| Vancouver             | Canada           | 2017                 | 2030                    | Essence ou diesel    | Tous les véhicules, bus électrique d'ici 2025                           |
| Etat de Californie    | Etats-Unis       | 2035                 | 2022                    | Thermique et hybride | Toutes les voitures                                                     |